# Даниил II Корчански
Даниил (на гръцки: Δανιήλ) е православен духовник, митрополит на Охридската архиепископия от XVII – XVIII век.
Даниил е споменат 13 август 1693 г., когато е втори кандидат за вакантния охридски престол заедно си избрания Игнатий Белградски. На 24 януари 1694 година е преместен за корчански митрополит. В 1699 година отново е споменат като корчански. Умира в 1709 година.